# 米卡拉耶烏卡 (莫吉廖夫區)
參數所指定的目標頁面不存在，建議更正成存在頁面或直接建立下列一個頁面（建立前請先搜尋是否有合適的存在頁面可以取代）：
- 米卡拉耶烏卡

米卡拉耶烏卡（羅馬化：Mikalayewka，官方羅馬化：Mikalajeŭka）是白羅斯莫吉廖夫州莫吉廖夫區的村庄。由謝姆卡奇村議會管轄。